# Distretto di Dokšycy
Il distretto di Dokšycy (in bielorusso Докшыцкі раён?) è un distretto (raën) della Bielorussia appartenente alla regione di Vicebsk.